# Skawica Sołtysia
Skawica Sołtysia (Skawiczanka, Potok Suchogórski) – potok, prawy dopływ Skawicy o długości 6,42 km i powierzchni zlewni 16,64 km².
Zlewnia potoku obejmuje północno-zachodnie stoki Pasma Policy, na odcinku od Policy po Urwanicę. Najwyżej położone źródła Skawicy Sołtysiej znajdują się na wysokości około 1150 m pod Kocią Łapą. Ma dwa główne dopływy: lewobrzeżny Głęboki Potok i prawobrzeżny potok Roztoki. Spływa początkowo przez porośnięte lasem stoki Pasma Policy, później przez zabudowany obszar osiedla Skawica-Sucha Góra i w Skawicy Górnej uchodzi do Skawicy. Droga prowadząca przez Skawicę przechodzi przez Skawicę Sołtysią mostem, tuż przed jej ujściem do Skawicy.